# Іржавець (притока Сможу)
Іржавець (Ржавець) — річка в Україні, у Ічнянському районі Чернігівської області. Права притока Сможу (басейн Дніпра).

## Опис
Довжина річки 11 км., похил річки — 2,5 м/км. Площа басейну 54,6 км².

## Розташування
Бере початок у селі Іржавець. Тече переважно на південний схід через Ступаківку і у селі Іваниці впадає у річку Смож, ліву притоку Удаю. 